# Прощание с Энрико Берлингуэром
«Прощание с Энрико Берлингуэром» (итал. L'addio a Enrico Berlinguer) — документальный коллективный фильм 1984 года, посвященный итальянскому политическому деятелю Энрико Берлингуэру.

## Сюжет
Фильм рассказывает об исторической похоронной процессии секретаря Итальянской коммунистической партии Энрико Берлингуэра, прошедшей по улицам Рима. 11 июня 1984 года, предваряя её кратким обзором политической жизни Энрико, от XXV съезда КПСС 1976 года в Москве и до последнего митинга перед европейскими выборами 1984 года, на котором Энрико стало плохо на трибуне, на глазах у кинокамер. В фильм включены воспоминания и свидетельства известных политиков, от Ясира Арафата до Михаила Горбачёва.

## Производство
Фильм снят менее чем за четыре месяца и выпущен в прокат в Италии 7 октября 1984 года.

## Критика
Уго Грегоретти из «L’Unità» сказал, что во время просмотра фильма его покорила огромная человечность Берлингуэра, его глубина, политический интеллект, примерная мораль, в результате чего, по его мнению, этот фильм является самым зрелищным политико-религиозным реквиемом.

## Культурное влияние
В 2010 году Аудиовизуальный архив Демократического рабочего движения выпустил специальное приложение, рассказывающее о жизни и политической истории Энрико Берлингуэра, включающее в себя данный фильм.

## Дополнительные материалы
- «Прощание с Энрико Берлингуэром» (итал. L'addio a Enrico Berlinguer) — видеокассета, выпущенная газетой «L’Unità».
- «Задача прервана» (итал. La sfida interrotta) — книга написанная Вальтером Вельтрони и рассказывающая об общей боли, вызванной утратой Энрико и о его похоронах.